# Friedrich Kress von Kressenstein
Friedrich Siegmund Georg Freiherr Kress von Kressenstein (Nürnberg, 24. travnja 1870. -  München, 16. listopada 1948.) je bio njemački general i vojni zapovjednik. Tijekom Prvog svjetskog rata zapovijedao je s više turskih jedinica na Sinajskom, Palestinskom i Kavkaskom bojištu.

## Vojna karijera
Friedrich Kress von Kressenstein rođen je 24. travnja 1870. u Nürnbergu. U bavarsku vojsku stupio je 1889. godine nakon čega je pohađao bavarsku vojnu akademiju. Nakon završetka vojne akademije služio je više jedinica bavarske vojske, te kao stožerni časnik u Glavnom stožeru bavarske vojske u Münchenu. U siječnju 1914. kao član njemačke vojne misije upućen je u Osmansko Carstvo kako bi sudjelovao u moderniziranju osmanske vojske. 

## Prvi svjetski rat
Na početku Prvog svjetskog rata Kressenstein postaje načelnikom stožera osmanskog VII. korpusa. Nakon toga po zadatku Enver paše postaje savjetnikom Džemal paše zapovjednika 4. armije. Kressenstein je dobio zadatak organizirati zauzimanje strateški važnog Sueskog kanala. Međutim, usprkos Kressensteinovom planiranju turske snage poražene su i u Prvoj Sueskoj ofenzivi, te nakon toga i u Bitci kod Romanija. Nakon toga Britanci su, uvidjevši opasnost koja prijeti Suezu, pokrenuli ofenzive s namjerom zauzimanja Gaze. Kressenstein je dobio u zadatak da obrani Gazu, te je u Prvoj i Drugoj bitci kod Gaze porazio britanske snage. Za zapovijedanje u navedenim bitkama Kressenstein je 4. rujna 1917. odlikovan ordenom Pour le Mérite.
Nakon poraza u prve dvije bitke kod Gaze Britanci su na mjesto zapovjednika postavili Edmunda Allenbyja, dok je Kressensteina na mjestu zapovjednika snaga u Gazi u studenom 1917. zamijenio Erich von Falkenhayn. Allenby je nakon toga uspio poraziti osmanske snage u Trećoj bitci kod Gaze, prodrijeti u Palestinu, te u prosincu 1917. zauzeti Jeruzalem.
Kressenstein je u prosincu 1917. postao zapovjednikom osmanske 8. armije koja je držala položaje uz obalu, nakon čega je u svibnju 1918. upućen u njemačku vojnu misiju na Kavkazu. Na Kavkazu je zapovijedao njemačko-turskim snagama koje su zauzele Tbilisi, te spriječile rusko zauzimanje Abhazije.

## Poslije rata
Kressenstein je na Kavkazu ostao sve do veljače 1919. kada se vratio u Njemačku. Ostao je u njemačkoj vojsci (Reichswehru), te je služio u njemačkom Glavnom stožeru. Od 1923. do 1929. bio je zapovjednik 7. divizije smještene u Münchenu. Umirovio se 1920. godine s činom generala topništva.

Friedrich Kress von Kressenstein preminuo je 16. listopada 1948. godine u 79. godini života u Münchenu.

## Vanjske poveznice
(eng.) Friedrich Kress von Kressenstein na stranici First World War.com

(eng.) Friedrich Kress von Kressenstein na stranici Prussianmachine.com

(eng.) Friedrich Kress von Kressenstein na stranici Turkeyswar.com  Arhivirana inačica izvorne stranice od 2. svibnja 2016. (Wayback Machine)